# Wohn- und Wirtschaftsgebäude Zum Hasenwinkel 4
Das Wohn- und Wirtschaftsgebäude Zum Hasenwinkel 4 im niedersächsischen Schiffdorf Ortsteil Wehden im Landkreis Cuxhaven stammt vom Anfang des 20. Jahrhunderts.
Aktuell (2024) wird es als Wohnhaus und kunstgewerblich genutzt.
Das Gebäude steht unter Denkmalschutz (siehe auch Liste der Baudenkmale in Schiffdorf).

## Beschreibung
Das eingeschossige giebelständige verklinkerte späthistorisierende Gebäude mit Satteldach, Drempel und Giebelspieß über dem verzierten oberen Giebeldreieck als Freigespärre sowie markantem aufsteigenden Giebelgesims auf Ecklisenen, geschossteilendem Gesimsband und segmentbogigen Öffnungen mit dekorativem Sturz aus Klinkern, wurde 1904 (Fahneninschrift) gebaut.
Das Landesdenkmalamt befand u. a.: „regionstypisches Gebäude der Zeit nach 1900 – [mit] gehobenen Anspruch der dörflichen Bevölkerung …“
Dieses und das Wohnhaus Zum Kartoffelmoor 3 stammen vom gleichen Architekten.